# Alternativ rock'n'roll cirkus
Alternativ rock'n'roll cirkus är ett album från 1974 av Anders F Rönnblom.

## Låtlista
1. Alternativ rock'n'roll cirkus - 6:11
2. Diesel - 3:09
3. Följ mig till fabriken - 3:54
4. Skördevisa - 4:03
5. Vacker assistans - 3:04
6. Som en tjuv - 4:00
7. Tänk om det händer - 3:47
8. Guds rosor - 4:10
9. Främling - 2:16
10. Sanna mina ord - 3:09
11. Har du förstått mig? - 3:09
12. Nerför floden Ho - 2:45 (Bonusspår på F-box utgivningen)
13. En grå och dyster morgon - 2:25 (Bonusspår på F-box utgivningen)
14. Noteringar - 7:06 (Bonusspår på F-box utgivningen)